# NGC 42
NGC 42 (ook wel PGC 867, UGC 118, MCG 4-1-41, ZWG 478.43 of NPM1G +21.0007) is een elliptisch sterrenstelsel in het sterrenbeeld Pegasus.
NGC 42 werd op 30 oktober 1864 ontdekt door de Duitse astronoom Albert Marth.